# 이람
이람(아랍어: إِحْرَام, 로마자 표기: iḥrām, 셈어 어근 Ḥ-R-M에서 유래)은 무슬림이 이슬람에서 주요 순례(하즈) 또는 소규모 순례(움라)를 수행하기 위해 들어가야 하는 신성한 상태이다. 순례자는 미캇(Miqat)이라고 알려진 순례의 경계를 넘기 전에 정화 의식을 수행하고 규정된 이람 복장을 착용하여 이 상태에 들어가야 한다.

## 제한 사항

### 착용
이람(Ihram) 상태에 있는 남성은 매듭을 묶거나 바느질된 물건을 착용해서는 안 된다. 샌들과 슬리퍼는 바느질이 가능하지만, 발목과 발등이 드러나야 한다(일부 학파에서는 발등도 보여야 한다고 주장하기도 합니다).
이람 상태에서는 남성이 머리나 머리 일부를 천이나 모자로 가릴 수 없다.
이람 상태에서는 여성과 남성 모두 장갑 착용이 금지된다.

### 향수
이람 상태에서는 무슬림이 몸이나 옷에 향을 뿌려서는 안 된다. 옷이 나자스(نَجَس, 더러운) 천으로 더러워졌거나, 향이 나는 액체에 의도적으로 닦이거나 문지르거나 닿았을 경우, 새 이람(iḥrām) 옷을 입어야 하며, 그렇지 않으면 움라(Umrah)나 하지(Hajj)가 무효화된다.

### 자기 단장
기도할 때처럼 깨끗해야 할 뿐만 아니라(정화해야 할 때), 남성 무슬림은 손톱을 깎고 머리카락과 콧수염을 다듬어야 한다. 또한 데오도란트를 사용해야 한다. 흰색의 솔기가 없는 이람(ihram) 옷을 입어야 한다. 많은 무슬림이 위생적인 이유로 머리를 깎기도 한다. 대부분의 무슬림은 움라(Umrah)나 하지(Hajj)가 끝난 후에야 머리를 깎는데, 이는 이람(ihram) 상태를 벗어나기 위한 필수 조건이다. 여성 무슬림도 깨끗해야 한다. 순례 기간 동안 성행위, 흡연, 욕설은 금지된다.

## 비행 시
순례를 위해 비행할 때는 일반적으로 미캇의 상공이나 주변을 비행할 때 순례자가 이람 상태에 있도록 적절한 조치를 취한다. 이러한 이유로 무슬림 지역의 일부 공항에는 순례자가 필요한 옷으로 갈아입을 수 있는 전용 이람실이 있다. 무슬림이 다수인 국가에서 출발하는 항공사를 이용하는 경우, 항공사 직원이 승객에게 이람에 들어가야 한다고 안내한다.

## 같이 보기
- 이드 알아드하